# Magrafe
El magrafe o magrefa es un instrumento musical de viento, usado por los hebreos.
Según la tradición consignada en el Talmud, que trae una descripción de él, tenía grandes analogías con el órgano de tiempos modernos. Algunos autores dicen que era de viento y tenía 10 agujeros. En un bajo relieve hallado en las excavaciones de Hisarlik (la antigua Troya) figura un instrumento semejante.

## Otros instrumentos llamados magrafe

### Magrafe de aruchin
Especie de órgano hebreo de tosca construcción y desagradable sonoridad.

### Magrafe temid
Instrumento de percusión empleado por los hebreos. Era una especie de carillón de campanas que servía para convocar al pueblo en el templo.